# وزوة
وزوة (بالفارسية: وزوه) هي قرية تقع في قسم بشتكوة موغوئي الريفي في إيران. يقدر عدد سكانها بـ 199 نسمة بحسب إحصاء 2016.